# Sextus Quintilius Maximus
Sextus Quintilius Maximus est un homme politique de l'Empire romain.

## Biographie

### Famille
Il est le fils de Sextus Quintilius Condianus, consul en 151.

### Carrière
Il est consul en 172. Il est executer sur l'ordre de Commode en 183 avec son père et son oncle.